# Grande Prêmio da Europa de 2005
O Grande Prêmio da Europa de 2005 foi a sétima etapa do Campeonato Mundial de Fórmula 1 de 2005, realizado em 29 de maio de 2005 no circuito de Nürburgring, sendo vencida pelo espanhol Fernando Alonso. O GP ficou marcado pelo abandono de Kimi Räikkönen, então líder da prova, na última volta, após seu pneu estourar e danificar a suspensão no final da reta de largada.

## Resumo
- Última pole do motor BMW até o Grande Prêmio do Barém de 2008.
- Última das dezessete poles da parceria Williams-BMW.
- Última pole da Williams até o Grande Prêmio do Brasil de 2010.
- Primeira e única pole position de Nick Heidfeld.
- Último pódio de Nick Heidfeld pela Williams.
- Último pódio da Williams com motor BMW, também o último pódio da equipe até o Grande Prêmio do Canadá de 2007.
- Jarno Trulli foi punido com um drive-through porque seu pessoal de equipe estava na pista 15 segundos antes do início da volta de apresentação.
- David Coulthard foi punido com um drive-through por exceder o limite de velocidade dentro do pit lane.
- Tiago Monteiro e Christijan Albers foram punidos por não obedecerem as bandeiras azuis na pista.
- Foi a primeira corrida de 2005 que foi utilizado o sistema de qualificação com volta única (ao invés do tempo agregado, com volta única no sábado e outra no domingo).
- Depois de duas corridas de exclusão, a BAR Honda volta a competir. Porém não foi autorizada a trocar o motor utilizado há cinco semanas.

## Pilotos de sexta-feira
| Construtor        | Nº | Piloto          |
| ----------------- | -- | --------------- |
| McLaren-Mercedes  | 35 | Alexander Wurz  |
| Sauber-Petronas   |    | n/d             |
| Red Bull-Cosworth | 37 | Christian Klien |
| Toyota            | 38 | Ricardo Zonta   |
| Jordan-Toyota     | 39 | Franck Montagny |
| Minardi-Cosworth  |    | n/d             |

## Classificação da prova

### Treino classificatório
| Pos.   | Nº | Piloto               | Equipe            | Tempo    | Diferença |
| ------ | -- | -------------------- | ----------------- | -------- | --------- |
| 1      | 8  | Nick Heidfeld        | Williams-BMW      | 1:30.081 | —         |
| 2      | 9  | Kimi Räikkönen       | McLaren-Mercedes  | 1:30.197 | + 0.116   |
| 3      | 7  | Mark Webber          | Williams-BMW      | 1:30.368 | + 0.287   |
| 4      | 16 | Jarno Trulli         | Toyota            | 1:30.700 | + 0.619   |
| 5      | 10 | Juan Pablo Montoya   | McLaren-Mercedes  | 1:30.890 | + 0.809   |
| 6      | 5  | Fernando Alonso      | Renault           | 1:31.056 | + 0.975   |
| 7      | 2  | Rubens Barrichello   | Ferrari           | 1:31.249 | + 1.168   |
| 8      | 17 | Ralf Schumacher      | Toyota            | 1:31.392 | + 1.311   |
| 9      | 6  | Giancarlo Fisichella | Renault           | 1:31.566 | + 1.485   |
| 10     | 1  | Michael Schumacher   | Ferrari           | 1:31.585 | + 1.504   |
| 11     | 12 | Felipe Massa         | Sauber-Petronas   | 1:32.205 | + 2.124   |
| 12     | 14 | David Coulthard      | Red Bull-Cosworth | 1:32.553 | + 2.472   |
| 13     | 3  | Jenson Button        | BAR-Honda         | 1:32.594 | + 2.513   |
| 14     | 15 | Vitantonio Liuzzi    | Red Bull-Cosworth | 1:32.642 | + 2.561   |
| 15     | 11 | Jacques Villeneuve   | Sauber-Petronas   | 1:32.891 | + 2.810   |
| 16     | 4  | Takuma Sato          | BAR-Honda         | 1:32.926 | + 2.845   |
| 17     | 18 | Tiago Monteiro       | Jordan-Toyota     | 1:35.047 | + 4.966   |
| 18     | 20 | Patrick Friesacher   | Minardi-Cosworth  | 1:35.954 | + 5.873   |
| 19     | 19 | Narain Karthikeyan   | Jordan-Toyota     | 1:36.192 | + 6.111   |
| 20     | 21 | Christijan Albers    | Minardi-Cosworth  | 1:36.239 | + 6.158   |
| Fonte: |    |                      |                   |          |           |

### Corrida
| Pos.   | Nº | Piloto               | Construtor        | Voltas | Tempo/Diferença | Grid | Pontos |
| ------ | -- | -------------------- | ----------------- | ------ | --------------- | ---- | ------ |
| 1      | 5  | Fernando Alonso      | Renault           | 59     | 1:31:46.648     | 6    | 10     |
| 2      | 8  | Nick Heidfeld        | Williams-BMW      | 59     | + 16.567        | 1    | 8      |
| 3      | 2  | Rubens Barrichello   | Ferrari           | 59     | + 18.549        | 7    | 6      |
| 4      | 14 | David Coulthard      | Red Bull-Cosworth | 59     | + 31.588        | 12   | 5      |
| 5      | 1  | Michael Schumacher   | Ferrari           | 59     | + 50.445        | 10   | 4      |
| 6      | 6  | Giancarlo Fisichella | Renault           | 59     | + 51.932        | 9    | 3      |
| 7      | 10 | Juan Pablo Montoya   | McLaren-Mercedes  | 59     | + 58.173        | 5    | 2      |
| 8      | 16 | Jarno Trulli         | Toyota            | 59     | + 1:11.091      | 4    | 1      |
| 9      | 15 | Vitantonio Liuzzi    | Red Bull-Cosworth | 59     | + 1:11.529      | 14   |        |
| 10     | 3  | Jenson Button        | BAR-Honda         | 59     | + 1:35.786      | 13   |        |
| 11     | 9  | Kimi Räikkönen       | McLaren-Mercedes  | 58     | Suspensão       | 2    |        |
| 12     | 4  | Takuma Sato          | BAR-Honda         | 58     | + 1 volta       | 16   |        |
| 13     | 11 | Jacques Villeneuve   | Sauber-Petronas   | 58     | + 1 volta       | 15   |        |
| 14     | 12 | Felipe Massa         | Sauber-Petronas   | 58     | + 1 volta       | 11   |        |
| 15     | 18 | Tiago Monteiro       | Jordan-Toyota     | 58     | + 1 volta       | 17   |        |
| 16     | 19 | Narain Karthikeyan   | Jordan-Toyota     | 58     | + 1 volta       | 19   |        |
| 17     | 21 | Christijan Albers    | Minardi-Cosworth  | 57     | + 2 voltas      | 20   |        |
| 18     | 20 | Patrick Friesacher   | Minardi-Cosworth  | 56     | + 3 voltas      | 18   |        |
| Ret    | 17 | Ralf Schumacher      | Toyota            | 33     | Rodada          | 8    |        |
| Ret    | 7  | Mark Webber          | Williams-BMW      | 0      | Acidente        | 3    |        |
| Fonte: |    |                      |                   |        |                 |      |        |

## Tabela do campeonato após a corrida
| Pos.   | Piloto          | Pontos |
| ------ | --------------- | ------ |
| 1      | Fernando Alonso | 59     |
| 2      | Kimi Räikkönen  | 27     |
| 3      | Jarno Trulli    | 27     |
| 4      | Nick Heidfeld   | 25     |
| 5      | Mark Webber     | 18     |
| Fonte: |                 |        |

| Pos.   | Equipe           | Pontos |
| ------ | ---------------- | ------ |
| 1      | Renault          | 76     |
| 2      | McLaren-Mercedes | 53     |
| 2      | Toyota           | 44     |
| 4      | Williams-BMW     | 43     |
| 5      | Ferrari          | 31     |
| Fonte: |                  |        |

- Nota: Somente as primeiras cinco posições estão listadas.